# Джерело № 2 (Богдан)
Джерело № 2 — гідрологічна пам'ятка природи місцевого значення. Об'єкт розташований на території Рахівського району Закарпатської області, с. Богдан.
Площа — 0,5 га, статус отриманий у 1984 році.